# الميناء (إب)
الميناء هي إحدى قرى الجمهورية اليمنية. تتبع جغرافيا لمحافظة إب وإداريًا لمديرية حبيش. يبلغ تعداد سكانها 1109 نسمة حسب الإحصاء الذي أجري عام 2004.